# Abraham Coronado
Abraham Coronado Tafoya (nacido el 28 de febrero de 1992 en Poncitlán, Jalisco) es un futbolista mexicano que juega en la posición de lateral derecho e incluso de volante por la derecha. Actualmente milita en el Los Cabos Fútbol Club.

## Trayectoria
Abraham Coronado es un jugador que debutó con Chivas el 13 de marzo de 2010 en un partido contra Pumas, correspondiente a la fecha 10 del torneo Bicentenario, entró de cambio al minuto 45 por Alberto Medina.

### Clubes
| Club                   | País                | Año           | Partidos | Goles | Media |
| ---------------------- | ------------------- | ------------- | -------- | ----- | ----- |
| C.D. Guadalajara       | México              | 2010 - 2011   | 5        | 0     | 0     |
| Irapuato F.C           | México              | 2011 - 2012   | 11       | 0     | 0     |
| C.D. Guadalajara       | México              | 2012 - 2014   | 40       | 2     | 0.05  |
| Coras de Tepic         | México              | 2014          | 17       | 1     | 0.06  |
| Deportivo Toluca       | México              | 2015          | 7        | 2     | 0.29  |
| Necaxa                 | México              | 2015          | 8        | 0     | 0     |
| Coras de Tepic         | México              | 2016          | 18       | 3     | 0.17  |
| Loros UC               | México              | 2016 - 2018   | 46       | 1     | 0.02  |
| Salamanca CF UDS "B"   | España              | 2019          | N.D.     | N.D.  | N.D.  |
| Venados F.C.           | México              | 2019-2020     |          |       |       |
| Los Cabos Fútbol Club. | México              | 2020-presente |          |       |       |
| Total en su carrera    | Total en su carrera | 2010-presente | 152      | 9     | 0.06  |

## Selección nacional

### Categorías menores
| Torneo                                | Sede    | Resultado        |
| ------------------------------------- | ------- | ---------------- |
| Copa Mundial de Fútbol Sub-17 de 2009 | Nigeria | Octavos de final |

- Datos: Q1149789